# Chokeslam

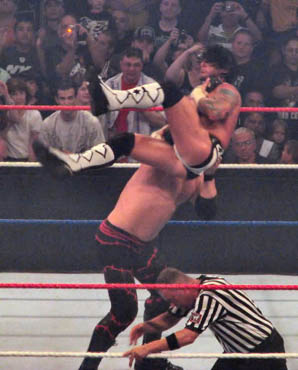
Kane aplicando una chokeslam normal a CM Punk.

Un chokeslam, conocido en japonés como nodowa otoshi, es un movimiento de lucha libre profesional en el que un luchador agarra del cuello al oponente, lo levanta de esa presa y lo deja caer de espaldas a la lona, en posición más o menos horizontal. El usuario puede ayudarse de su mano libre para levantar al rival de la parte baja de la espalda, además de para situar su espalda paralela al suelo antes de soltarlo. 
Esta técnica requiere sobre todo de fuerza física, de modo que es usada casi universalmente por luchadores de gran tamaño o peso, aunque se puede encontrar también en el repertorio de luchadores de peso mucho más ligero, especialmente en países como Japón o -menos comúnmente- México. Además, este movimiento se ve poderoso ante la cámara y ayuda al público a percibir la fuerza de dominación del luchador a través de él. Sumado al evidente daño que esta técnica hace en las vías respiratorias del rival, puede aumentar su potencia si el oponente es lanzado sobre un objeto, como una mesa, silla o escalera o la propia rodilla del luchador.
A veces, en vez de una chokeslam simple, el luchador atacante cae de rodillas o sentado, para darle más impacto al movimiento. En la versión donde cae sentado es llamada chokebomb, una mezcla entre una chokeslam normal y un powerbomb.

## Variaciones

### Belly to back suplex chokeslam
En esta versión de la chokeslam el luchador se coloca detrás del oponente, pone su cabeza bajo uno de los brazos del oponente, y lo levanta por sobre sus hombros. El luchador luego gira en 180° y agarra el cuello del oponente, dejándolo caer en una chokeslam. Esta variación fue inventada por Akira Taue, quien la llamó Ore ga Taue.

### Chokeslam backbreaker
El luchador atacante se encuentra en frente del oponente, para luego tomarlo por la garganta y los pantalones y levantarlo como al aplicar una chokeslam normal. Sin embargo, cuando el oponente va cayendo a la lona, el atacante se arrodilla, dejando una de sus rodillas levantada para que la espalda del oponente caiga sobre ella. Este movimiento es conocido popularmente como Chokebreaker o Choke Breaker.

### Leg trap chokeslam
En esta variante, el luchador agarra del cuello a su oponente con un brazo y de una pierna con el otro. Entonces lo levanta de esa presa y, tirando de la pierna para situar su espalda paralela al suelo, lo deja caer de espaldas.
Este movimiento fue usado sobre todo por Vladimir Kozlov y Sheamus O'Shaunessy.

### Super chokeslam
En esta variante, el luchador atacante y/o su rival están situados en una posición elevada, como el turnbuckle. Entonces, el usuario agarra el cuello del oponente, levantándolo como en un chokeslam normal y dejándose caer desde la posición para impactar la espalda del oponente contra el piso.

### Two handed chokeslam
También conocido como standing chokebomb, en este movimiento el luchador atacante toma el cuello del oponente con ambas manos, para luego levantarlo por el cuello y dejarlo caer de espalda a la lona. 
Existen dos variaciones muy populares de este movimiento, la Falling, sitout o seated two handed chokeslam y la Kneeling two handed chokeslam o Chokebomb. En la primera variación, el luchador atacante se deja caer sentado al momento de lanzar al oponente, mientras que en la segunda el luchador atacante se deja caer de rodillas.

### Sitout two handed chokeslam
En esta técnica, el luchador toma al oponente del mismo modo que Two handed chokeslam pero al momento de dejar caer al oponente, el luchador cae sentadoj y el oponente impactado sobre la lona. Esta variante fue popularizada por Albert en la WWE con el nombre de Baldo bomb

### Vertical suplex chokeslam
En esta versión, el luchador atacante aplica un candado frontal a la cabeza del oponente, para luego levantarlo en forma de suplex vertical. Luego, el atacante gira y usa su mano libre para tomar al oponente por el cuello. Finalmente, el luchador atacante aprovecha el impulso para lanzar al oponente de espalda hacia la lona. El luchador oriental Akira Taue es acreditado como el inventor del movimiento, llamándolo Chichibu Cement.

### Inverted chokeslam
En esta variación el usuario, situado a espaldas del oponente lo agarra como en una Chokeslam común, luego, de la nuca y lo levanta para hacer una Inverted Chokeslam . Este movimiento es usado por Rhino  y Braun Strowman en la WWE